# Stanisław Zaikowski
Stanisław Zaikowski, poljski general, * 1901, † 1975.